# Xiao Jiaruixuan
Pour les articles homonymes, voir Xiao.
Dans ce nom chinois, le nom de famille, Xiao, précède le nom personnel.
Xiao Jiaruixuan (en chinois : 肖嘉芮萱), née le 4 juin 2002, est une tireuse sportive chinoise. Elle est médaillée de bronze en tir au pistolet à 25 m lors des Jeux olympiques d'été de 2020.

## Carrière
En 2017, Xiao est championne junior asiatique au tir au pistolet à 10 mètres. Elle atteint aussi le podium en coupe du monde junior en 2018 au pistolet à 10 m en équipe mixte.
Elle bénéficie du ticket qualificatif sur 25 mètres décroché par Zhang Jingjing au vu des son classement en coupe du monde, et pour ses premiers Jeux en 2020, Xiao Jiaruixuan remporte la médaille de bronze au tir au pistolet à 25 m air comprimé avec un score de 29 points après avoir pris la deuxième place en qualifications avec une score de 587 points.